# Cerknica
Cerknica (pronunciación: [ˈtseːɾknitsa]; italiano: Circonio; alemán: Zirknitz) es una localidad eslovena, capital del municipio homónimo en el suroeste del país.
En 2018 tiene 4061 habitantes.
Se conoce su existencia desde 1040, cuando se menciona con el nombre de Circhinitz. El topónimo deriva de *Cerkvnica, univerbación de *Cerkvna (vas), que significa "pueblo de iglesia", refiriéndose a que albergaba una de las iglesias más antiguas de la zona, construida sobre el siglo IX y destruida por los otomanos en 1472. Actualmente el pueblo alberga tres iglesias, dedicadas a la Natividad de María, San Juan Bautista y San Roque.
Se ubica unos 25 km al suroeste de la capital nacional Liubliana.